# Backgammon (jeu vidéo)
Backgammon  est un jeu vidéo adapté du jeu de société du même nom. Ce jeu est sorti en 1990 au Japon sur Famicom Disk System et a été édité par Nintendo. 